# Уфімський (Хайбуллінський район)
Уфі́мський (рос. Уфимский, башк. Өфө) — село у складі Хайбуллінського району Башкортостану, Росія. Адміністративний центр Уфімської сільської ради.
Населення — 1329 осіб (2010; 1404 в 2002).
Національний склад:
- башкири — 77%